# Freddie Gibbs
Fredrick Jamel Tipton (Gary, 14 de junho de 1982), conhecido artisticamente como Freddie Gibbs, é um rapper norte-americano.Depois de assinar inicialmente com a Interscope Records em 2006, Gibbs gravou seu primeiro álbum de estúdio sob o rótulo. No entanto, ele acabou sendo retirado e o álbum foi cancelado. Gibbs assinou mais tarde com o CTE World, do Young Jeezy , e lançou várias mixtapes através do rótulo, incluindo o aclamado Baby Face Killa, de 2012. Depois de deixar a CTE em 2013, Gibbs formou sua própria gravadora, ESGN, e lançou seu primeiro álbum de estúdio com o mesmo nome.em junho de 2013. Desde então, ele lançou quatro álbuns de estúdio solo , além de quatro álbuns colaborativos, dois com Madlib como MadGibbs e dois com The Alchemist, além de nove mixtapes no total.

## Discografia
Álbuns de estúdio
- ESGN (2013)[5]
- Shadow of a Doubt (2015)[6]
- You Only Live 2wice (2017)[7]
- Freddie (2018)[8]
- $oul $old $eparately (2022)[9]

Colaborações

- Piñata (com Madlib) (2014)[10]
- Fetti (com Curren$y e The Alchemist) (2018)[11]
- Bandana (com Madlib) (2019)[12]
- Alfredo (com The Alchemist) (2020)[13]